# Rajpura
Rajpura är en stad i den indiska delstaten Punjab, och tillhör distriktet Patiala. Folkmängden uppgick till 92 301 invånare vid folkräkningen 2011.